# Амбала (округ)
Амбала - округ у штаті Хар'яна, Індія. Площа округу становить 1569 км², а населення 1128350 осіб (станом на 2011). 

## Демографія
Із 1128350 мешканців округу 598703 (53.1 %) становлять чоловіки та 529647 (46.9 %) становлять жінки. В окрузі зареєстровано 224334 домогосподарств (із яких 47.5 % у містах та 52.5 % у селах). У містах проживає 500774 осіб (44.4 %), а в селах 627576 осіб (55.6 %). Грамотними є 818025 осіб (72.5 %), а неграмотними 310325 осіб (27.5 %). Грамотними є 77.0 % чоловіків та 67.4 % жінок.

## Міста
- Амбала
- Амбала-Антонмент
- Амбала-Садар
- Бабіял
- Барара
- Калпі
- Кардган
- Муллана
- Нарайнґарг
- Сага
- Шагзадпур
- Соунтлі